# أنتوني فاغنر
أنتوني فاغنر (بالإنجليزية: Anthony Wagner) هو نَسَّاب وسياسي بريطاني، ولد في 6 سبتمبر 1908، وتوفي في 5 مايو 1995.